# 沼田頼輔
沼田 頼輔（ぬまた よりすけ/らいすけ、1867年5月10日〈慶応3年4月7日〉 - 1934年〈昭和9年〉11月27日）は、日本の紋章学者・歴史学者。

## 概説
相模国愛甲郡宮ヶ瀬村（現・神奈川県愛甲郡清川村）生まれ。山本喜三郎の二男。
1886年、神奈川県立師範学校高等師範科を卒業。同県鶴嶺村の小学校訓導を務め、同年9月に高座郡一之宮学校（現・寒川町一之宮小学校）校長兼訓導となる。
1888年、沼田ナカと結婚し、婿養子に入り山本姓から沼田姓に改める。
1890年、理科大学簡易科第二部を修め、ついで歴史科、地理科、植物科などの中等教員免許を得た。
1892年、尋常高等茅ヶ崎小学校（現・茅ヶ崎市茅ヶ崎小学校）校長兼訓導となる。
1897年、開成中学校教諭となり、そのかたわら文科大学史学科編纂係となり、1901年、鳥取県米子中学校教諭、1906年、西大寺高等女学校長を歴任、1911年、山内家史編纂所主任となった。
編纂所に初めて出勤したとき、山内豊景侯爵から土佐山内家がなぜ桐の家紋を用いているのかその理由を質問されて、即答することができなかったことに発憤し、それ以来、紋章の研究に専心し、1925年、「日本紋章学」を完成し、翌年、帝国学士院恩賜賞を受賞し、1930年2月10日、文学博士。また考古学会副会長、人類学会および集古会の幹事であった。墓所は雑司ヶ谷霊園。

## 著作
- 『中学東洋史要』明治書院、1901年2月。 NCID BA87266521。全国書誌番号:40014916。
- 『中等日本歴史』明治書院、1901年11月。 NCID BA51768641。全国書誌番号:40012443。
- 『中等日本歴史』 上級用、松栄堂、1902年7月。全国書誌番号:40012444。
- 『日本人種新論』嵩山房、1903年1月。 NCID BN13683003。全国書誌番号:40055916。
- 『中学東洋史要参考書』明治書院、1903年2月。全国書誌番号:40014917。
- 『日本農業小史』明治書院、1904年2月。 NCID BN0971816X。
  - 「日本農業小史」『明治後期産業発達史資料』 第203巻、龍溪書舎、1994年8月。 NCID BN1335301X。全国書誌番号:95014086。
- 『上代の吉備 吉備史談』吉田書房、1905年1月。 NCID BA80144490。全国書誌番号:60000421。
- 『腮髯長』本郷安次郎、1905年5月。 NCID BN1226634X。全国書誌番号:41003019。
- 『画聖雪舟』聚精堂、1912年2月。 NCID BN07362184。全国書誌番号:40069956。
  - 『画聖雪舟』（再版）斎藤玉英堂、1919年5月。 NCID BB02122076。全国書誌番号:43014762。
  - 『画聖雪舟』論創社〈論創叢書 1〉、2002年3月。ISBN 9784846002411。 NCID BA56593319。全国書誌番号:20271768。
- 『日本紋章学』明治書院、1926年3月。 NCID BN01712862。全国書誌番号:43045608 全国書誌番号:66012294。
  - 『日本紋章学』人物往来社、1968年3月。 NCID BN0847287X。全国書誌番号:68002068。
- 『白根と黒髪』沼田頼輔、1926年9月。 NCID BA35725400。全国書誌番号:42014114。
- 『紋章の話』社会教育協会〈民衆文庫 第2篇〉、1927年4月。 NCID BB14873666。全国書誌番号:44026057。
- 『綱要日本紋章学』明治書院、1928年1月。 NCID BN0909940X。
  - 『綱要日本紋章学』（再版）明治書院、1928年9月。全国書誌番号:21425652。
  - 『綱要日本紋章学』新人物往来社、1977年4月。 NCID BN08028053。全国書誌番号:77012663。
- 『箱根疏水隧道開鑿の由来』開鑿者表彰会、1928年10月。 NCID BA44337060。全国書誌番号:47016177。
- 『大岡越前守』明治書院、1929年5月。 NCID BN0867369X。全国書誌番号:46083176。
- 『謹んで御見舞に対して』沼田大学、1930年4月。 NCID BB24094757。全国書誌番号:44024789。
- 『虎子集』書物春秋会、1931年12月。 NCID BB20219067。全国書誌番号:44042696。
- 『日満の古代国交』明治書院、1933年8月。 NCID BN11646119。全国書誌番号:47013458。
- 『紋章叢話』明治書院、1935年11月。 NCID BN13961208。全国書誌番号:47029211 全国書誌番号:64000192。
- 『備前法華の由来』妹尾裠校訂、岡山地理歴史学会〈郷土叢書 第2編〉、1936年5月。全国書誌番号:46049006。
- 『紋章の研究』中島利一郎校訂、創元社〈創元選書 42〉、1940年5月。 NCID BN11846672。全国書誌番号:46074662 全国書誌番号:64000191。
- 『大山雑考』稲葉書房、1961年11月。 NCID BN09891936。全国書誌番号:63008793。
- 斎藤忠、末永雅雄 編『沼田頼輔・関保之助集』築地書館〈日本考古学選集 5〉、1975年3月。 NCID BN02040635。全国書誌番号:73013609。
- 『紋章の知識100』新人物往来社、1978年1月。 NCID BN09393360。全国書誌番号:78005112。

### 編集
- 『吉備ひめ鑑』奥田金正堂、1908年11月。 NCID BN11355466。全国書誌番号:41018299。
- 『箱根に於ける南朝の将裔新田相州』蔦屋旅館、1915年11月。 NCID BN14399923。
  - 『箱根に於ける南朝の将裔新田相州』（第2版）蔦屋旅館、1923年4月。 NCID BA46887346。全国書誌番号:43031547。
- 『稿本考古年表』聚精堂、1917年5月。 NCID BA59953115。全国書誌番号:43013796。
- 『散り紅葉』沼田頼輔、1921年3月。 NCID BA55880756。全国書誌番号:43000465。
- 『山内豊範国事功労事蹟』沼田頼輔、1928年6月。 NCID BA34854601。全国書誌番号:47022833。
- 『山内豊信国事功労事蹟』沼田頼輔、1928年6月。 NCID BA34784051。全国書誌番号:21666414。
- 『函山史詩』沼田頼輔、1931年8月。 NCID BA72914162。全国書誌番号:44042049。

### 共著
- 沼田頼輔、大野雲外『日本考古図譜』坪井正五郎校閲、嵩山房、1898年9月。 NCID BN08142966。全国書誌番号:40012647。
- 沼田頼輔、中山太郎『我家の紋・年中行事』アルス〈日本児童文庫 65〉、1928年12月。 NCID BN11644000。全国書誌番号:45019179。

### 共編
- 坪井正五郎・沼田頼輔 編『世界風俗写真帖』 第1集、東洋社、1901年11月。 NCID BN15436945。全国書誌番号:40011213。

### 校閲
- 中塚一郎『浅口郡誌』三宅書房、1897年12月。 NCID BA65060307。全国書誌番号:40009611。
- 木南富吉『漢字分解教授法』木南富吉、1910年3月。全国書誌番号:40040747。